# Хронологија ФНРЈ и КПЈ 1948.
Хронолошки преглед важнијих догађаја везаних за друштвено-политичка дешавања у Федеративној Народној Републици Југославији (ФНРЈ), деловање Комунистичке партије Југославије (КПЈ), Радничког покрета Југославије, као и општа политичка, друштвена, спортска и културна дешавања која су се догодила у току 1948. године.
| Јануар Фебруар Март Април Мај Јун Јул Август Септембар Октобар Новембар Децембар |

## Јануар

#### 1. јануар
- У Железнику, код Београда свечано пуштена у рад фабрика тешких алатних машина „Иво Лола Рибар“, коју је изградила омладина.[1][2]

#### 8. јануар
- У Београду одржана седница Президијума Народне скупштине ФНРЈ на којој су ратификовани Уговори о пријатељству са НР Бугарском, Мађарском и Краљевином Румунијом.[1][2]

#### 10. јануар
- У Загребу, 10. и 11. јануара, одржано прво саветовање три академије наука и уметности ФНРЈ — Српске академије наука (САН), Словеначке академије знаности и уметности (САЗУ) и Југославенске академија знаности и умјетности (ЈАЗУ). На саветовању су утврђене смернице за будући заједнички рад и донесена Резолуција у којој је прецизирана друштвена, научна и идеолошка улога академија.[1]

#### средина јануара
- У Београду одржано заседање Информационог бироа комунистичких партија (Информбиро), на коме су учествовали представници девет комунистичких партија. Током заседања разматрано је питање стварања сталног колегијума уредника органа Информбироа — листа За чврст мир, за народну демократију и предложено да свака партија предложи по једног представника у колегијум.[1]

#### 25. јануар
- У Београду, од 25. до 27. јануара, одржан Други конгрес Антифашистичког фронта жена Југославије (АФЖ), коме су поред делегата присуствовали Јосип Броз Тито и делегати иностраних женских организација. На крају Конгреса изабран је Централни и Извршни одбор, а за председника Централног одбора изабрана је Вида Томшич.[3]

## Фебруар

#### 8. фебруар
- На територији Народне Републике Србије, 8. и 22. фебруара, одржани избори за органе Народног фронта Србије.[4]

#### 17. фебруар
- У Прагу у Чехословачкој, 17. и 18. фебруара, одржана Конференција министара спољних послова ФНР Југославије, Чехословачке Републике и Републике Пољске на којој се говорило о проблемима Немачке. Усвојена је Деклерација и одлучено да три владе наставе размену обавештавања и гледишта по питањима која се односе на Немачку.[4]

#### 29. фебруар
- На територији Народне Републике Босне и Херцеговине одржани избори за органе Народног фронта Босне и Херцеговине.[4]

| Јануар Фебруар Март Април Мај Јун Јул Август Септембар Октобар Новембар Децембар |

## Март

#### 1. март
- У Београду одржана седница ЦК КПЈ Југославије на којој је разматран и одбијен захтев Јосифа Стаљина за стварање федерације ФНР Југославије, НР Бугарске и НР Албаније, са образложењем да би то представљало опасност за Југославију, њен суверенитет и привредни развој.[4][5]

#### 6. март
- У Београду, 6. и 7. марта, одржан Други конгрес Друштва за културну сарадњу Југославија—СССР, на коме је изабрана нова Управа, чији је председник био Маријан Стилиновић.[6][7]

#### 18. марта
- Влада СССР донела одлуку о опозиву из Југославије свих војних стручњака, а наредног дана и одлуку о опозиву цивилних стручњака, са образложењем да су „окружени непријатељством”.[6][7]

#### 20. март
- Председник Владе ФНРЈ Јосип Броз Тито упутио писмо министру иностраних послова СССР Вјачеславу Молотову у коме га је упозорио на штетност поступака и неоснованост разлога, наведених од стране совјетске владе, за повлачење војних и цивилних стручњака из Југославије.[6][5][7]

#### 27. март
- Централни комитет СКП(б) упутио писмо Централном комитету КПЈ у коме је поновио образложење Владе СССР за повлачење совјетских војних и цивилних стручњака из Југославије.[6][5][7]

## Април

#### 4. април
- На Цетињу одржан Први земаљски конгрес Савеза бораца НОР Црне Горе, на коме је за председника Савеза бораца изабран Блажо Јовановић.[8]

#### 11. април
- У Београду, у близини Ушћа, одржан свечани митинг на коме је извршена смотра 19 омладинских радних бригада које су потом започеле радове на изградњи Новог Београда. Митингу и смотри радних бригада, присуствовали су председник Владе НР Србије Благоје Нешковић и председник Привредног савета ФНРЈ Борис Кидрич. Овај дан се обележава као Дан Градске општине Нови Београд.[8][7]

#### 12. април
- У Београду, 12. и 13. априла, одржана пленарна седница Централног комитета КП Југославије поводом оптужби које су Стаљин и ЦК СКП(б) изрекли на рачун КП Југославије. На пленуму је усвојен текст одговора на писмо ЦК СКП(б) од 27. марта, у коме су оповргнуте оптужбе и изражено чуђење и незадовољство због става који је заузет према КПЈ. Са одговором упућеном СКП(б), нису се сложили Андрија Хебранг и Сретен Жујовић.[8][5]

#### 18. април
- У Сарајеву одржан Други конгрес Народног фронта Босне и Херцеговине.[9]

#### 25. април
- У Београду одржан Други конгрес Антифашистичког фронта жена Србије.[9]

#### 26. април
- У Љубљани одржан Други конгрес Ослободилачког фронта Словеније, на коме је изабран нови Главни одбор, чији је председник био Јосип Видмар.[9]

| Јануар Фебруар Март Април Мај Јун Јул Август Септембар Октобар Новембар Децембар |

## Мај

#### 4. мај
- ЦК СКП(б) упутио ново писмо ЦК КПЈ у коме је проширио оптужбе и клевете против Југославије и њеног руководства.[9][7][10]

#### 9. мај
- У Београду одржана седница ЦК КПЈ на којој је усвојен одговор на писмо ЦК СКП(б) од 4. маја и из ЦК КПЈ искључени Сретен Жујовић и Андрија Хебранг.[11][7][10]
- У Београду одржан Први земаљски конгрес Савеза бораца НОР Србије, на коме је за председника Савеза бораца изабран Душан Петровић Шане.[11][7]

#### 16. мај
- У Загребу одржан Први земаљски конгрес Савеза бораца НОР Хрватске.[11]

#### 19. мај
- ЦК СКП(б) упутио ново писмо ЦК КПЈ у коме се инсистира да КПЈ пошаље своје представнике на предстојећи састанак Информбироа.[9][7][10]

#### 20. мај
- У Београду одржана пленарна седница ЦК КПЈ на којој су донете одлуке да делегати КПЈ не иду на заседање Информбироа и да се у јулу одржи Пети конгрес КПЈ.[11][7][10]

#### 22. мај
- ЦК СКП(б) упутио ново писмо ЦК КПЈ у коме је оштро критиковано одбијање КПЈ да упути представнике на састанак Информбироа, које је  оквалификовано као „прелазак на позиције национализма”. У писму је најављено да ће Информбиро на заседању у јуну претрести питања „о стању у југословенској комунистичкој партији” и без присуства представника КПЈ.[11][7][10]

#### 30. мај
- У Сарајеву одржан Први земаљски конгрес Савеза бораца НОР Босне и Херцеговине.[12]

## Јун

#### 1. јун
- У Београду умро Јаша Продановић (1867—1948), књижевник и политичар, један од оснивача Републиканске странке (1921), потпредседник Владе ФНРЈ и члан САН.

#### 3. јун
- Влада ФНРЈ, на предлог Министарства финансија, донела Уредбу о народном зајму Петогодишњег плана развитка народне привреде ФНРЈ.[12][7]

#### 20. јун
- ЦК КПЈ, поводом заказаног састанка Информбироа у Букурешту, нагласио да не може слати своје представнике на овај састанак, јер је питање несугласица између ЦК СКП(б) и ЦК КПЈ постављено неправилно.[12][13]
- У Букурешту, од 20. до 22. јуна, одржано заседање Информбироа, на коме је усвојена Резолуција о стању у КП Југославије.[7]

#### 28. јун
- Информбиро објавио Резолуцију о стању у КП Југославије, у којој су поновљене оптужбе на рачун КПЈ и  којом су „здраве снаге у КПЈ” позване да присиле руководство да „призна грешке”.[14][7][13]

#### 29. јун
- ЦК КПЈ одржао седницу поводом Резолуције Информбироа на којој је одлучено да се Резолуција и Изјава ЦК КПЈ у целини објаве у штампи, што је и учињено наредног дана.[14][7][13]

| Јануар Фебруар Март Април Мај Јун Јул Август Септембар Октобар Новембар Децембар |

## Јул

#### 4. јул
- У Љубљани одржан Први земаљски конгрес Савеза бораца НОР Словеније, на коме је за председника Савеза бораца изабран Иван Мачек.[15]

#### 6. јул
- Влада ФНРЈ позвала све југословенске грађане који се налазе у Совјетском Савезу да се врате у Југославију.[15][7]
- У Лондону, у Уједињеном Краљевству, од 6. јула до 16. августа одржане XIV летње олимпијске игре на којима су Представници ФНР Југославије постигли 24 место, освојивши две сребрне медаље — атлетика и фудбал.

#### 21. јул
- У Београду, од 21. до 28. јула, одржан Пети конгрес Комунистичке партије Југославије, коме је присуствовало 2.344 делегата. Главна тема Конгреса била је Резолуција Информбироа, а реферате су поднели — Јосип Броз Тито, Александар Ранковић, Милован Ђилас, Едвард Кардељ, Борис Кидрич, Моша Пијаде и Благоје Нешковић. Конгрес је дао подршку ЦК КПЈ у „одбрани независности“ Југославије, а усвојена је и Резолуција о односу КПЈ према Информбироу. На крају Конгреса изабран је нови Централни комитет и Политбиро, а за генералног секретара поново је изабран Јосип Броз Тито.[16][7][17][18]

#### 30. јул
- У Београду, од 30. јула до 18. августа, одржана Међународна дунавска конференција на којој се расправљало о режиму пловидбе Дунавом.[19]

## Август

#### 10. август
- У Београду одржан састанак Централног већа Народне омладине Југославије на коме је усвојена одлука Петог конгреса КПЈ о спајању Савеза комунистичке омладине (СКОЈ) и Народне омладине (НОЈ) у једну јединствену омладинску организацију.[20]

#### 18. август
- Министарство унутрашњих послова ФНРЈ објавило саопштење да је у ноћи 11/12. августа група високих официра Југословенске армије — генерал-пуковник Арсо Јовановић, генерал-мајор Бранко Петричевић и пуковник Владо Дапчевић, осујећена приликом покушаја илегалног преласка југословенско-румунске границе, у околини села Сочица, код Вршца. Том приликом убијен је генерал Арсо Јовановић (1907—1948), док су остала двојица успела да побегну. Они су касније ухапшени и јуна 1950. осуђени на 20 година затвора, али су 1956. пуштени на слободу.[21][22][7][23]

#### 31. август
- У Љубљани одржан Пленум ЦК КП Словеније на којој је одлучено да се сазове Други конгрес КПС, који је одржан 11. новембра.[20]

| Јануар Фебруар Март Април Мај Јун Јул Август Септембар Октобар Новембар Децембар |

## Септембар

#### 5. септембар
- У Београду одржан Пленум Главног одбора Народног фронта Србије на коме је оставку поднео дотадашњи председник Благоје Нешковић, а на његово место изабран је Петар Стамболић. На Пленуму је донета Резолуција у којој је осуђена клеветничка кампања Информбироа против КПЈ.[20][7]
- У Београду одржано ванредно заседање Народне скупштине НР Србије на којој је извршена реконструкција Владе НР Србије — председник Владе је уместо Благоја Нешковића постао Петар Стамболић.[20]

#### 19. септембар
- У Београду, 19. и 20. септембра, одржан Први пленум Централног одбора Антифашистичког фронта жена Југославије на коме је разматран извештај о организационим питањима и задацима, који су постављени на Петом конгресу КПЈ.[24]

#### 27. септембар
- У Београду одржана заједничка седница Савезног већа и Већа народа Народне скупштине ФНРЈ на којој је донета Резолуција поводом „неправедне и клеветничке кампање” која је поведена против Југославије након доношења Резолуције Информбироа.[24] [25][7]

## Октобар

#### 4. октобар
- На Цетињу, од 4. до 7. октобра, одржан Први оснивачки конгрес Комунистичке партије Црне Горе, коме је присуствовало 264 делегата. На Конгресу је изабран Централни комитет КПЦГ, који је на својој пленарној седници изабрао Политбиро и руководство партије — Блажо Јовановић, политички и Андрија Мугоша, организациони секретар.[26][25]

#### 12. октобар
- У Београду, од 12. до 14. октобра, одржан Четврти конгрес Савеза комунистичке омладине Југославије (СКОЈ), коме је присуствовало 946 делегата. Конгрес је усвојио одлуку Петог конгреса КПЈ о спајању Савеза комунистичке омладине и Народне омладине Југославије у јединствену организацију.[26][7][25][27]

#### 17. октобар
- У Београду, 17. и 18. октобра, одржан Други конгрес Ратних војних инвалида Југославије (РВИЈ) на коме је изабран нови Главни одбор, усвојен Статут РВИЈ и усвојена Резолуција поводом клевети и оптужби Информбироа против Југославије.[26][28]

#### 24. октобар
- У Београду, од 24. до 26. октобра, одржан Први конгрес Јединствених синдиката Југославије (ЈСЈ), коме је присуствовало око 1.000 делегата. На Конгресу је усвојен Статут и изабран Централни одбор, као и донета одлука о промени назива Јединствених синдиката у Савез синдиката Југославије (ССЈ). На Пленарној седници Централног одбора за председника ССЈ изабран је Ђуро Салај.[29][7][25][30]

| Јануар Фебруар Март Април Мај Јун Јул Август Септембар Октобар Новембар Децембар |

## Новембар

#### 1. новембар
- У Сарајеву, од 1. до 4. новембра, одржан Први оснивачки конгрес Комунистичке партије Босне и Херцеговине, коме је присуствовало 678 делегата. На Конгресу је изабран Централни комитет КПБиХ, који је на својој пленарној седници изабрао Политбиро, а за секретара Ђуру Пуцара Старог.[29][31]

#### 11. новембар
- У Љубљани, од 11. до 15. новембра, одржан Други конгрес Комунистичке партије Словеније. Конгрес је изабрао Централни комитет КПС, који је на својој пленарној седници изабрао Политбиро, а за секретара Миха Маринка.[29][31]

#### 21. новембар
- У Загреб, од 21. до 26. новембра, одржан Други конгрес Комунистичке партије Хрватске. Конгрес је изабрао Централни комитет КПХ, који је на својој пленарној седници изабрао Политбиро, а за секретара Владимира Бакарића.[32][31][33]

## Децембар

#### 15. децембар
- У Београду, од 15. до 19. децембра, одржан заједнички конгрес Савеза комунистичке омладине и Народне омладине Југославије, коме је присуствовало 1.469 делегата, као и генерални секретар КПЈ Јосип Броз Тито. На Конгресу је дошло до уједињења СКОЈ и НОЈ у јединствену организацију. Конгрес је усвојио Статут и изабрао Централни комитет, за чијег је секретара изабран Милијан Неоричић.[34][35][36]

#### 19. децембар
- У Скопљу, од 19. до 24. децембра, одржан Први конгрес Комунистичке партије Македоније, коме је присуствовао 541 делегат. Конгрес је изабрао Централни комитет КПМ, који је на својој пленарној седници изабрао Политбиро, а за секретара Лазара Колишевског.[34][35]

#### 20. децембар
- У Приштини, од 20. до 22. децембра, одржана Четврта конференција КП Србије за Косово и Метохију, на којој су учествовала 274 делегата. На Конференцији је изабран Обласни комитет, који је на својој првој седници изабрао Биро Обласног комитета, а за секретара Ђока Пајковића.[37]

#### 23. децембар
- У Новом Саду, од 23. до 25. децембра, одржана Осма покрајинска конференција КП Србије за Војводину. На Конференцији је изабран Покрајински комитет, а за његовог секретара Добривоја Видића.[37]

| Јануар Фебруар Март Април Мај Јун Јул Август Септембар Октобар Новембар Децембар |

## У току 1948. године
- Извршен је попис становништва у ФНРЈ. Према подацима које је Државни статистички завод Савезне планске комисије Владе ФНРЈ објавио 16. марта у Југославији је живело 15.841.566 становника, од чега у НР Босни и Херцеговини: 2.563.767 (16.2%), НР Македонији: 1.152.986 (7.3%), НР Словенији: 1.439.800 (9.1%), НР Србији: 6.527.966 (41.4%), НР Хрватској: 3.779.858 (24%) и НР Црној Гори: 377.189 (2,4%).